# コンスタンチン・ツィオルコフスキー

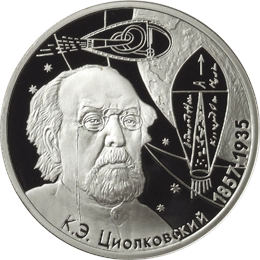
ツィオルコフスキーが描かれた2ルーブル記念硬貨（1987年）

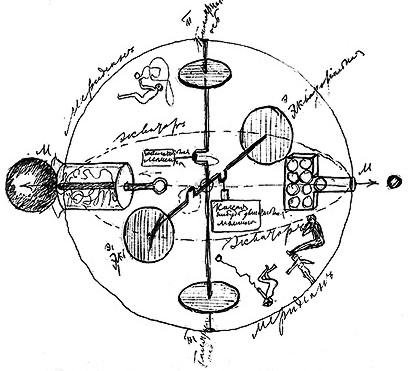
ツィオルコフスキーが考案した宇宙船

コンスタンチン・エドゥアルドヴィチ・ツィオルコフスキー（ロシア語: Константи́н Эдуа́рдович Циолко́вский, ラテン文字転写: Konstantin Eduardovich Tsiolkovsky、1857年9月17日（新暦では9月5日） - 1935年9月19日）は、ロシア帝国イジェフスク生まれのロケット研究者、物理学者、数学者、SF作家。

## 人物概要
1867年、ツィオルコフスキーが10歳の時に猩紅熱に罹り、耳が聴こえなくなってしまう病に侵されながらも独学で数学や天文学を学び、1903年に発表した彼の代表的な論文である『反作用利用装置による宇宙探検（Исследование мировых пространств реактивными приборами）』の中で人工衛星や宇宙船の示唆、多段式ロケット、軌道エレベータなどの考案や、宇宙旅行の可能性としてロケットで宇宙に行けることを証明した業績から「宇宙旅行の父」と呼ばれる。
また1897年には「ロケット噴射による、増速度の合計と噴射速度と質量比の関係を示す式」である「ツィオルコフスキーの公式」を発表し、今日におけるロケット工学の基礎を築いたが生涯の大半はカルーガで孤独に暮らしていたため、存命中にツィオルコフスキーの業績が評価されることはなかった。なお同国の化学者で「周期律表」の基礎を築いたドミトリ・メンデレーエフは若い頃のツィオルコフスキーの業績を評価していたが、時折ケチをつけていたため、必ずしも絶賛していたわけではなかった。
ツィオルコフスキーは晩年、「スプートニク計画」の主導者となったセルゲイ・コロリョフらによってようやく評価されるようになり、1957年10月4日にバイコヌール宇宙基地から打ち上げられた世界初の人工衛星である「スプートニク1号」は、ツィオルコフスキーの生誕100週年記念と国際地球観測年に合わせて打ち上げられたものである。工学者のみならずSF作家としても『月世界到着！』などの小説を著しており、随筆家としても『月の上で』や『地球と宇宙に関する幻想』などのエッセイも残している。
「地球は人類のゆりかごである。しかし人類はゆりかごにいつまでも留まっていないだろう（Планета есть колыбель разума, но нельзя вечно жить в колыбели）」という名言でも知られる。
少年時代はモスクワの図書館に通い、好物の黒パンを食べながら勉強に励んだという逸話も残っている。

## 生涯
1857年9月17日（新暦では9月5日）、モスクワ南東に位置するリャザン州イジェフスクで、ポーランドの革命運動に携わった愛国者の父エドヴァルト・ツィオルコフスキー（Edward Tsiolkovsky）とヴォルガ・タタール人であった母マリア・ユマシェワ（Maria Yumasheva）の間に生まれた。
ツィオルコフスキー家は、コサックであるセヴェリン・ナリヴァイコにその系譜を遡るとツィオルコフスキーは自伝で主張していて、自分には革命家の血が流れている、障害がなければ革命家になっていただろうと自認している。
父がポーランド人であったため本来の姓はポーランド語で「Ciołkowski（ツィオウコフスキ）」であったが、ロシアで生まれたことからロシア風に「ツィオルコフスキー」と発音するようになった。
1867年、10歳の時に猩紅熱に罹り、難聴を患うことになる。1870年、13歳の頃に母のマリアが他界。家計が苦しかったり、難聴であったことから小学校や中学校へは通わなかった。しかしツィオルコフスキーは自身の障害を生涯に渡って苦に思うことはなく、前向きに考えたとされている。その証拠に初恋の女性に対して「私は偉大な人間だ」と言い放ったという逸話が残っている。
1873年、16歳の時にモスクワに出て図書館の蔵書を耽読する。この時、好物であった黒パンを齧りながら独学で数学や物理学、天文学を学んだというこぼれ話も残っている。1876年には数学の教師の資格を取得し、翌年の1877年からボロフスクや故郷のカルーガの中学校で教鞭を執った。教師として働く傍ら、『月の上で』（1893年）や『地球と宇宙に関する幻想』（1895年）などのエッセイを書いた。
ツィオルコフスキーは自宅の地下室を実験室にして圧縮ガスを使った噴射実験など様々な実験を行い、度々モスクワやサンクトペテルブルクの学会へ論文を送ったが、あまり相手にされなかった。なお同国の化学者ドミトリ・メンデレーエフはツィオルコフスキーの業績を評価していたが「この理論（気体の理論）は昔に提唱されている」と返答し、必ずしも絶賛していたわけではなかった。
1897年に「噴射ガスの速度が大きく、ロケット点火時と燃焼終了時の質量比が大きい程、より大きな速度を得られる」という「ツィオルコフスキーの公式」を発表。液体燃料が固体燃料に比べて遥かに大きな排気速度を出せることを示したのであった。
1903年にツィオルコフスキーの独自のロケット理論を纏めた代表的な論文である『反作用利用装置による宇宙探検（Исследование мировых пространств реактивными приборами）』を完成させる。これは同年に科学雑誌『モスクワ科学評論』にも掲載され、この中で宇宙旅行や軌道エレベータの可能性や液体水素と液体酸素を燃料とする流線型のロケットの設計図を発表した。またこの論文の章の題名にもなっている「今日の不可能は、明日可能になる（What is impossible today will become possible tomorrow）」は、ツィオルコフスキーの先端技術に対する姿勢を表す言葉として有名である。
ツィオルコフスキーの名言として知られる「地球は人類のゆりかごである。しかし人類はゆりかごにいつまでも留まっていないだろう（Планета есть колыбель разума, но нельзя вечно жить в колыбели）」は、1911年に知人に出した手紙の中に含まれており、後に名言として広まるようになった。
帝政ロシア時代は不遇な扱いを受けていたツィオルコフスキーだが、1917年に起きたロシア革命を機に評価されるようになった。1919年にはソビエト社会主義共和国連邦科学アカデミーの会員となり、ソビエト連邦共産党政府の下でロケット研究に専念した。
1935年9月19日に満78歳で死亡。国葬が執り行われた。死ぬ直前はブースターの可能性を論じていたとされる。

## 大衆文化への影響
- 「ロシアのジュール・ヴェルヌ」と呼ばれたSF作家であるアレクサンドル・ベリャーエフは、コンスタンチン・エドゥアルドヴィチ・ツィオルコフスキーのそれぞれ頭文字を取って『ケッツスター（Звезда КЭЦ）』（KETs Star）というSF小説を書いている。
- ポーランドのSF作家スタニスワフ・レムのSF小説『宇宙飛行士ピルクス物語（英語版）』の中にツィオルコフスキーの名を冠した宇宙ステーション「ツィオルコフスキー・ステーション」が登場する。
- アメリカ合衆国のSFテレビドラマ『新スタートレック』のシーズン1 第3話に科学調査船「S.S.ツィオルコフスキー」が登場する。
- テレビアニメ『機動戦士ガンダムSEED』シリーズに登場する有人木星探査船の「ツィオルコフスキー」は彼が由来である。
- 入間人間のライトノベル『電波女と青春男』には「ツィオルコフスキーの祈り」というエピソードがある。
- 漫画『栄光なき天才たち』単行本第8巻にはツィオルコフスキーを題材にしたエピソードがある。
- ミュージシャンの平沢進が2003年に発表したアルバム『BLUE LIMBO』には『ツオルコフスキー・クレーターの無口な門』という楽曲が収録されている。
- 漫画『プラネテス』単行本2巻にて、ツィオルコフスキーの名言として『地球は人類にとってゆりかごだ。だがゆりかごで一生を過ごすものはいない』という形で引用されている。

## 著作
日本で邦訳があるもののみを紹介する。
- カア・イエ・ツィオルコフスキー著、早川光雄訳『月世界到着！ ヒマラヤから月へ』（朋文堂、1960年）
- ツィオルコフスキー著、早川光雄訳『わが宇宙への空想 偉大なる予言』（理論社、1961年）
- K.ツィオルコフスキー著、秋田義夫訳『第二の地球』 - 『少年少女宇宙科学冒険全集22』収録（岩崎書店、1962年）
- ツィオルコフスキー著、早川光雄訳『月世界到着！』 - 『少年少女科学名著全集1』収録、（国土社、1964年）
- K. E. ツィオルコフスキー著、飯田規和訳『地球をとびだす』 - 『少年少女SFアポロシリーズ3』収録（岩崎書店、1970年）

## 関連人物
- セルゲイ・コロリョフ…ロシアのロケット研究者。「スプートニク計画」の主導者として知られる。 「私がロケット開発に取り組むようになったのは、ツィオルコフスキーの研究を知ってからである」と語っており、コロリョフが22歳の時にツィオルコフスキーに会ったと言われている。
- ロバート・ゴダード…アメリカの発明家。1926年3月16日に液体燃料ロケット「ネル」を打ち上げた業績から「ロケットの父」と称される。
- ヘルマン・オーベルト…ドイツのロケット工学者。ヴェルナー・フォン・ブラウンと共にV2ロケットを開発した。ゴダードとは別にロケット理論を構築したと主張。
- 糸川英夫…日本の工学者。ペンシルロケットなどの開発により「日本の宇宙開発・ロケット開発の父」と称される。
- ワン・フー…中国・明代の下級官吏。世界で初めて「宇宙飛行士」になろうとしたが爆死してしまった逸話で知られる。